# Docking@Home
Docking@Home是一個分布式计算專案，由特拉华大学主辦，並運行在柏克萊開放式網路計算平台（BOINC）。使用CHARMM程式，去研究更深入的蛋白質配體的鍵結，和反應的原子等級構造和細節。最終目標是藉由其研究結果來研發新的藥物與治療方式，去治療人類疾病。
該專案已在2014年5月23日結束了。

## 延伸導讀
- . Newswise. June 16, 2009  [2009-07-27]. （原始内容存档于2009-07-09）.